# 阿基米斯基島
53°00′N 81°20′W / 53.000°N 81.333°W

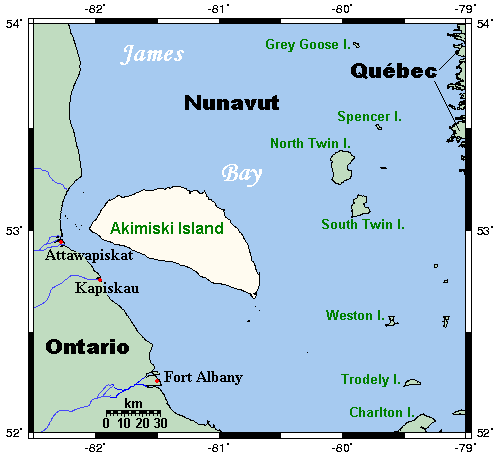

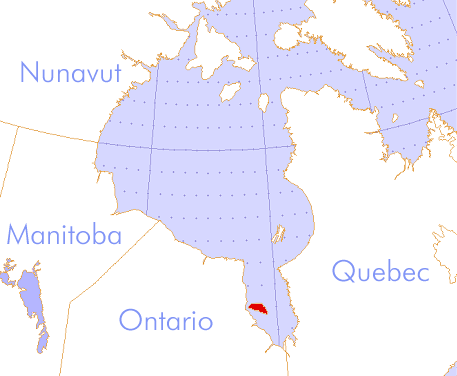

阿基米斯基島（Akimiski Island）是加拿大的島嶼，位於詹姆斯灣，由基吉柯塔魯克地區負責管轄，屬於北極群島的一部分，長86公里、寬32公里，面積3,001平方公里，最高點海拔高度31米，島上無人居住。